# 유메쿠이
〈유메쿠이〉(일본어: ユメクイ ‘꿈을 먹는 벌레’[*])는 일본의 가수 오쓰카 아이가 발매한 12번째 싱글이다. 2006년 8월 2일 발매되었다.
〈ユメクイ〉는 "꿈"을 소재로 한 가사와 밴드 사운드가 어우러진 발라드 곡이다. "ユメクイ"라는 곡의 제목에 대해, 오쓰카 아이는 태어나고 나서 죽을 때까지의 모든 과정을 "꿈"으로 파악하고, 다가와서 목표로 하는 미래로 함께 나가는 동물이 "유메쿠이"(구체적인 이미지로 '맥';꿈을 먹고 산다는 가공의 동물)라고 밝혔다. 또, 밴드 사운드와 자신의 목소리를 맞추기 위해 "남성다움"이 드러나도록 노래에서 가능한 한 낮은 부분이 나타나게 했으며, 가사도 평소와 달리 남자의 입장에서 썼다고 밝히기도 했다. 이 곡은 본인 주연의 영화 《도쿄 프렌즈 THE MOVIE》의 주제가로 사용되었다.
함께 수록된 〈tears〉는 애절한 느낌의 발라드로, 역시 영화 《도쿄 프렌즈 THE MOVIE》의 삽입곡으로 사용되었다. 오쓰카 아이의 데뷔곡인 〈[[모모노하나비라|桃ノ花ビラ]]〉와 연결되는 곡으로, 〈[[모모노하나비라|桃ノ花ビラ]]〉는 여성의 곡, 〈tears〉는 남성의 곡으로써 하나의 이야기로 진행된다. 멜로디도 싱글 〈[[사쿠람보|さくらんぼ]]〉에 수록된 〈[[모모노하나비라|桃ノ花ビラ]]〉의 "스튜디오 라이브 버전"에 사용된 멜로디를 다시 따왔다.
〈ユメクイ〉는 첫 베스트 앨범 《[[아이 am BEST|愛 am BEST]]》에 수록되지는 않았고, 2007년 9월 26일 발매된 4번째 정규 앨범 《LOVE PiECE》의 2번째 곡으로 수록되었다.

## 곡목
CD
1. ユメクイ <꿈을 먹는 벌레>
2. tears
3. ユメクイ (Instrumental)
4. tears (Instrumental)

DVD
1. ユメクイ (Music Clip)